# Bergen Bortsprængning
Bergen Bortsprængning er en stumfilm fra 1916 af ukendt instruktør.

## Handling
Efter den store brand i Bergen i Norge bortsprænges ruiner af nedbrændte huse. Det er voldsomme ødelæggelser, der har fundet sted.